# Fäbodtjärnen (Säters socken, Dalarna)
Fäbodtjärnen är en sjö i Säters kommun i Dalarna och ingår i Dalälvens huvudavrinningsområde.